# Lichanura
Lichanura es un género de serpientes de la familia Boidae y subfamilia Charininae. Sus especies se distribuyen por California y Arizona en EE. UU., y en Baja California y Sonora en México.

## Especies
Se reconocen las siguientes dos especies:
- Lichanura orcutti Stejneger, 1889
- Lichanura trivirgata Cope, 1861